# Vinītaruci
Vinītaruci (wiet. Tý ni đa lưu chi, chiń. 毘尼多流支); zm. 594) – indyjsko-wietnamski mistrz thiền ze szkoły vinītaruci.

## Życiorys
Pochodził z południowych Indii. Należał do kasty braminów. Już jako młody człowiek dążył do wyjścia poza konwencjonalny świat, wędrował po całych Indiach w poszukiwaniu oświecenia. Nie znalazłszy możliwości duchowego rozwoju w Indiach, udał się w podróż do wschodniej Azji.
Szóstego roku okresu Dajian za panowania dynastii Chen, czyli w 574 roku, Vinītaruci przybył do Chang’anu, ówczesnej stolicy północnych Chin. Był to okres, gdy cesarz Zhou Wudi z dynastii Zhou usiłował zniszczyć buddyzm. Następnie Vinītaruci odbył podróż na południe Chin, do ówczesnej południowej stolicy – Ye. W tym właśnie okresie Trzeci Patriarcha szkoły chan Jianzhi Sengcan ukrywał się w rejonie góry Sikong. Vinītaruci pragnął być jego uczniem. Po jakimś czasie ze względów na bezpieczeństwo, Sengcan nakazał mu udać się dalej na południe i przyjmować uczniów.
Vinītaruci dotarł do klasztoru Zhizhi (制止寺) w Guangzhou (廣州), gdzie przebywał przez sześć lat. Przetłumaczył wtedy kilka sutr na język chiński. 
Trzeciego miesiąca w drugim roku okresu Daxiang za panowania dynastii Zhou, czyli w roku 580, Vinītaruci przybył do Wietnamu i zamieszkał w klasztorze Pháp Vân (chiń. 法雲寺 Fayun si) w wiosce Cổ Châu w prowincji Long Biên.
Vinītaruci zmarł w czternastym roku okresu Kaihuang za panowania dynastii Sui. Jego główny uczeń Pháp Hiền (法賢) skremował jego ciało i umieścił relikwie w wybudowanej stupie.

## Spuścizna literacka
- Różnorodność karmicznej odpłaty (tłumaczenie)
- Dhāraṇī Sūtra (tłumaczenie)

Tekst Thiền uyển tập anh zawiera informację, że przetłumaczył także Gayāśīrṣasūtra, jednak została ona przetłumaczona przez mnicha nazwiskiem Dharmaprajñā.

## Linia przekazu Dharmy zen
Pierwsza liczba oznacza liczbę pokoleń mistrzów od 1 Patriarchy indyjskiego Mahakaśjapy.
Druga liczba oznacza liczbę pokoleń od 28/1 Bodhidharmy, 28 Patriarchy Indii i 1 Patriarchy Chin.
Trzecia liczba oznacza początek nowej linii przekazu w danym kraju.
- 30/3. Jianzhi Sengcan (ok. 529-613)

- 31/4/1. Vinītaruci (zm. 594)

- 32/5/2. Pháp Hiền (zm. 626)

Nie wiadomo czy Pháp Hiền był nauczycielem Huệ Nghiêma 
- 33/6/3. Huệ Nghiêm

- 34/7/4. Thanh Biện (zm. 686)